# Barbara Aland
Barbara Aland, nacida Ehlers (Hamburgo, 12 de abril de 1937-10 de noviembre de 2024) fue una teóloga alemana y fue una profesora de Investigación del Nuevo Testamento e Historia de la Iglesia en la Westphalian Wilhelms-Universidad de Münster hasta el año 2002.

## Biografía

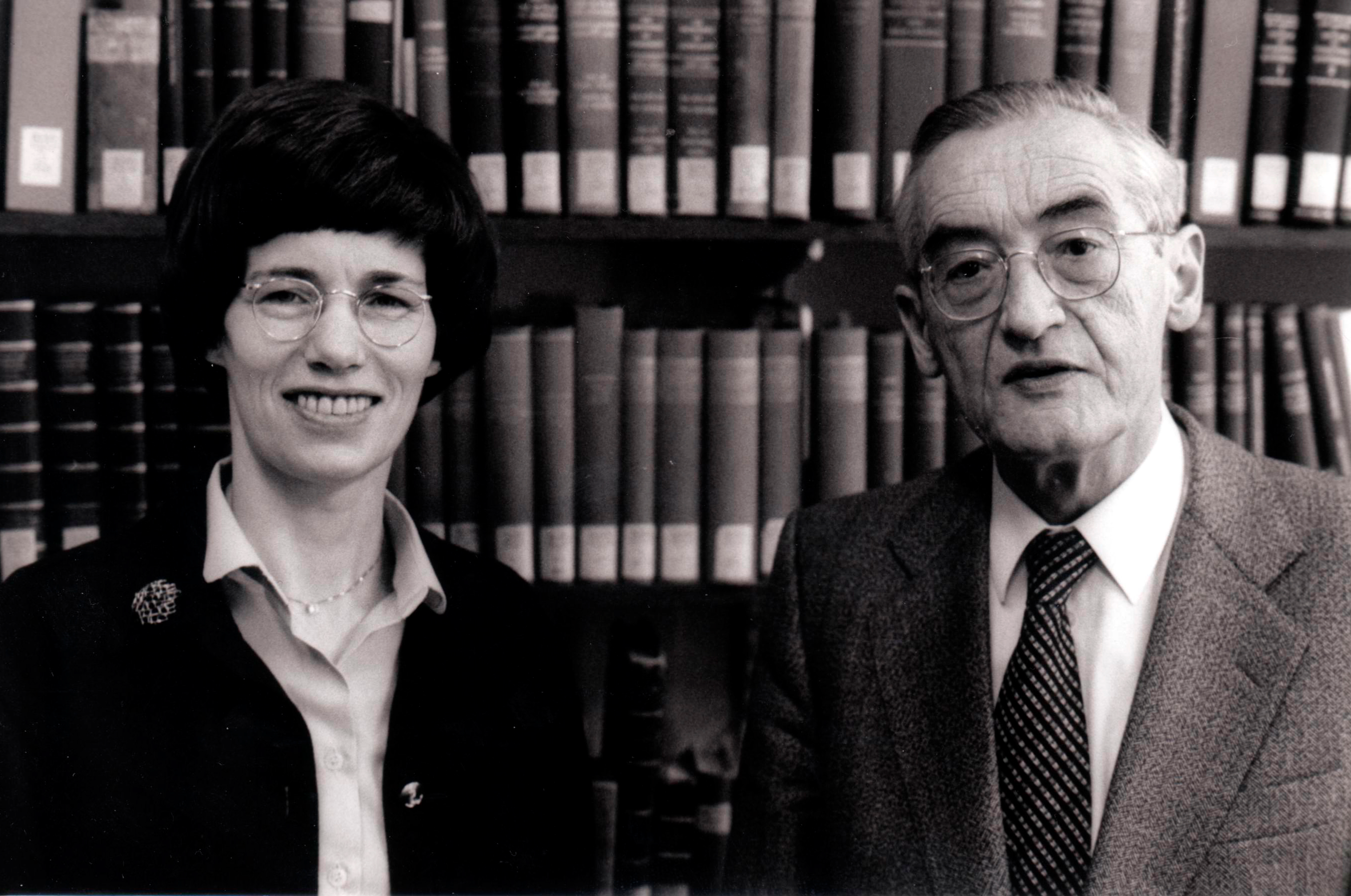
Barbara y Kurt Aland (1988)

Después de su graduación en Teología y Filología Clásica en Fráncfort del Meno, Marburg y Kiel, en 1964 se doctoró en Fráncfort del Meno, con una tesis sobre Esquines de Esfeto.
En 1969 obtuvo su licenciatura en la "Facultad Oriental" del Pontificio Instituto Bíblico de Roma.
En 1972 consiguió la habilitación como privatdozentin en Gotinga, con un trabajo sobre el gnóstico sirio Bardaisan.
Desde entonces se incorporó como privatdozentin y, posteriormente, profesora y, en 1980, catedrática de  "Historia de la Iglesia" e "Investigación del Nuevo Testamento con consideración eminente de los Cristianos Orientales" en la Facultad de Teología Protestante de la Universidad de Münster.
En 1983 fue nombrada directora del Instituto de Investigación Textual del Nuevo Testamento, sucediendo a su esposo  Kurt Aland, quien lo había fundado en 1959, y del Museo Bíblico adscrito al Instituto.
El Instituto logró prestigio mundial gracias a la publicación del  Novum Testamentum Graece (Nuevo Testamento Griego), con una edición a cargo de Eberhard Nestle y Kurt Aland, (conocida, precisamente, como Nestle-Aland).
Hasta su jubilación, Barbara Aland también fue la directora de la Fundación Hermann Kunst para la Promoción de la Investigación del Nuevo Testamento, aunque siguió trabajando una vez jubilada, volviendo al estudio del gnosticismo.

## Relevancia
Barbara Aland alcanzó prestigio internacional gracias a su trabajo en el Novum Testamentum Graece (Nuevo Testamento griego), participando en un grupo internacional e  internacional e interconfesional de teólogos que realizó una completa edición del texto. Esta edición (publicada por el Instituto en Münster) es un texto básico para la enseñanza y la investigación en todo el mundo.
Además, en 1997, se encargó de la publicación del primer suplemento de la Editio Critica Maior, basada en la tradición completa de manuscritos griegos, citas de la patrística y traducciones antiguas.
En 1999 fue una de las fundadoras de la Academia Platónica Septima Monasteriensis, que se dedica al estudio de los platónicos, los intérpretes de Platón desde la antigüedad hasta el Renacimiento. El objetivo de la academia es promover el estudio de los textos de los platónicos. También fue miembro del consejo directivo de la Fundación Gertrud y Alexander Böhlig.
Barbara Aland falleció la noche del 10 de noviembre de 2024, a los 87 años.

## Honores

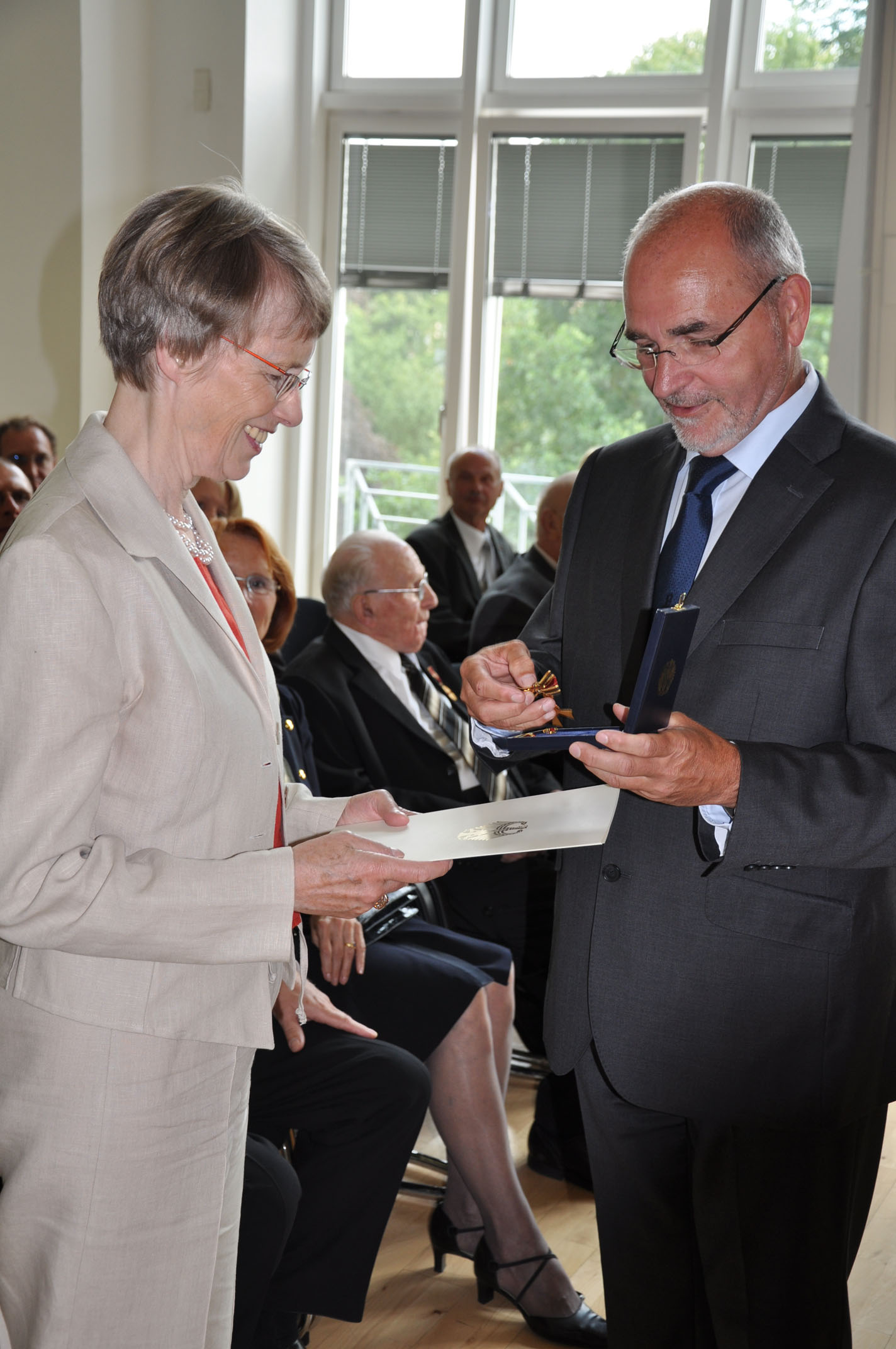
La Prof. Dr. Teóloga alemana Barbara Aland recibe la "Knight's Cross (Cruz de los Caballeros)" del Order of Merit of the Federal Republic of Germany (Orden de Méritos de la República de Alemania), julio de 2011

Barbara Aland recibió los siguientes doctorados honoris causa:
- 1988: "D.Litt." (Doctor de Literatura), Colegio Wartburg (Waverly/Ohio)
- 1989: "D.D." (Doctor de Divinidad), Monte Colegio de Santa María (Emmitsburg/Maryland)
- 2008: "Dr. theol. h.c.", (Doctor de Teología), Universidad de Halle-Wittenberg, Alemania[6]

También recibió los siguientes premios:
- 1998: Paulus-Plakette de Münster, Germany[7]
- 2005: Miembro del Clare Hall, Cambridge[8]
- 2006: Miembro de Real Academia Holandesa de Artes y Ciencias
- 2011: Cruz de Caballero (Bundesverdienstkreuz am Bande)[9]
- 2016: Burkitt Medal for Biblical Studies[10]

## Obras
Monografías
- (como Barbara Ehlers): Eine vorplatonische Deutung des sokratischen Eros. Der Dialog Aspasia des Sokratikers Aischines. Diss. Fráncfort del Meno 1964, publicada en 1966 (Zetemata, issue 41).
- (con Kurt Aland): Der Text des Neuen Testaments. Einführung in die wissenschaftlichen Ausgaben sowie in Theorie und Praxis der modernen Textkritik, 1982.
  - Traducción al inglés: The text of the New Testament. An introduction to the critical editions and to the theory and practice of modern textual criticism. 1987.
- Erziehung durch Kirchengeschichte? Ein Plädoyer für mehr Kirchengeschichte im Religionsunterricht. Published: Idea e.V., 1984.
- Frühe direkte Auseinandersetzung zwischen Christen, Heiden und Häretikern. 2005.
- Was ist Gnosis? Studien zum frühen Christentum, zu Marcion und zur kaiserzeitlichen Philosophie. 2009

Ediciones del Nuevo Testamento
- A Textual Commentary on the Greek New Testament. A Companion Volume to the United Bible Societies Greek New Testament (tercera edición) por B. M. Metzger en nombre y en cooperación con el Comité Editorial del Nuevo Testamento griego de las Sociedades Bíblicas Unidas K. Aland, M. Black, C. M. Martini, B. M. Metzger yd A. Wikgren, 1971.
- Novum Testamentum Graece post Eberhard Nestle et Erwin Nestle communiter ed. K. Aland, M. Black, C. M. Martini, B. M. Metzger, A. Wikgren, apparatum criticum recens. et editionem novis curis elaborav. K. Aland et B. Aland una cum Instituto studiorum textus Novi Testamenti Monasteriensi (Westphalia), 26. Aufl., 1979.
- Novum Testamentum Latine. Novam Vulgatam Bibliorum Sacrorum Editionem secuti apparatibus titulisque additis ediderunt Kurt Aland et Barbara Aland una cum Instituto studiorum textus Novi Testamenti Monasteriensi, 1984.
- Griechisch-deutsches Wörterbuch zu den Schriften des Neuen Testaments und der frühchristlichen Literatur by Walter Bauer. 6., völlig neu bearbeitete Auflage im Institut für Neutestamentliche Textforschung/Münster unter besonderer Mitwirkung von Viktor Reichmann hrsg. von Kurt Aland und Barbara Aland, 1988.

Publicaciones
- Gnosis. Festschrift für Hans Jonas, in Verbindung mit Ugo Bianchi, hrsg. von Barbara Aland, 1978.
- Günther Zuntz: Lukian von Antiochien und der Text der Evangelien. Hrsg. von Barbara Aland und Klaus Wachtel. Mit einem Nachruf auf den Author von Martin Hengel, 1995.
- Die Weltlichkeit des Glaubens in der Alten Kirche. Festschrift für Ulrich Wickert zum siebzigsten Geburtstag. In Verbindung mit Barbara Aland und Christoph Schäublin hrsg. von Dietmar Wyrwa, 1997.
- Literarische Konstituierung von Identifikationsfiguren in der Antike, hrsg. von Barbara Aland, 2003.